# Shadows of Desire
Singles de Crystal Kay
Komichi no Hana
(1999) Girl's Night
(2001)
Shadows of Desire est le 4e single de la chanteuse Crystal Kay sorti sous le label Sony Music Entertainment Japan le 23 mars 2000 au Japon. Il n'arrive pas dans le classement de l'Oricon et est sorti le même jour que l'album C.L.L. ~Crystal Lover Light sur lequel est présent la chanson Shadows of Desire.

## Liste des titres
Toutes les paroles sont écrites par Shanti Snyder.
| 1. | Shadows of Desire                | Yasushi Ishii | 3:58 |
| 2. | Fly Away (Original TV Version)   | Yasushi Ishii | 5:02 |
| 3. | Shadows of Desire (Instrumental) | Yasushi Ishii | 3:54 |